# Фердинанд Зауербрух
Ернст Фердинанд Зауербрух (нім. Ernst Ferdinand Sauerbruch, 3 липня 1875, Бармен, Німецька імперія — 2 липня 1951, Східний Берлін, НДР) — німецький хірург, один з основоположників грудної хірургії. Основні праці присвячені хірургічному лікуванню туберкульозу, раку легенів, хвороб стравоходу і серцестіння. Генерал-майор медичної служби (1942).

## Біографія
Народився 1875 року в родині дрібного торгового службовця. Після закінчення гімназії навчався на медичних факультетах Марбурзького і Єнського університетів, і захисту дисертації  в Лейпцигу (1901), Зауербрух два роки працював в лікарні Ерфурта. 1903 року Зауербруха вдалося влаштуватися на роботу на посаду асистента в клініку Йоганна Микуличі, відомого учня Теодора Більрота, в Бреслау. У 1904 р Ф. Зауербрух спільно з І. Микуличем здійснив чресплевральну торакотомію при градієнті (різниці) тисків. У 1910–1918 рр. — директор хірургічної клініки в Цюриху (Швейцарія), з 1918 року — завідувач кафедрою хірургії в Мюнхені, потім — у Берліні в лікарні Шаріте.
Основні праці присвячені грудній хірургії, головним чином проблемам, пов'язаним з радикальними втручаннями на легенях. Намагаючись усунути шкідливі наслідки відкритого пневмотораксу і плевропульмонального шоку, запропонував знижувати внутрішньо грудний тиск, поміщаючи хворого в спеціальну герметичну камеру. За допомогою камери здійснив операції при туберкульозі й раку легенів, хворобах стравоходу і середостіння.
Після капітуляції нацистської Німеччини в 1945 року лікарня Шаріте відновила роботу в колишніх приміщеннях, і Ф. Зауербрух знову очолив хірургічне відділення, працюючи вже в умовах окупованої військами союзників Німеччини, і далі в НДР.
Помер в Східному Берліні 2 липня 1951 року.

## Сім'я
У Зауербруха було 4 дітей: 3 сини і дочка:
- Ганс (1910–1996) — художник.
- Фрідріх (нар. 31 серпня 1911) — хірург, помічник батька.
- Петер (5 червня 1913 — 29 вересня 2010) — професійний офіцер вермахту, кавалер Лицарського хреста Залізного хреста.
- Марілен (нар. 1917)

## Оцінка особистості
Один із учнів Зауербруха, єврей Рудольф Ніссен, у своїй автобіографії відзначає, що його вчитель не був антисемітом і допоміг багатьом єврейським медикам-емігрантам своїми рекомендаціями. Також Зауербрух навіть після приходу нацистів до влади намагався не розірвати контакти зі своїми друзями-єврейми за кордоном.
Відомий письменник Бертольт Брехт охарактеризував Зауербруха як аполітичного лікаря, який досяг високої майстерності завдяки тому, що не цікавився нічим, окрім медицини.
Зауербрух підтримав деякі «дослідницькі проєкти» СС, в тому числі експерименти над людьми в концтаборах: наприклад, випробування на людях гірчичного газу в КТ Нацвайлер у 1943 році, які проводив Август Гірт. Водночас Зауербрух був одним із небагатьох німецьких медиків, які відкрито виступили проти нацистської програми евтаназії.

## Нагороди

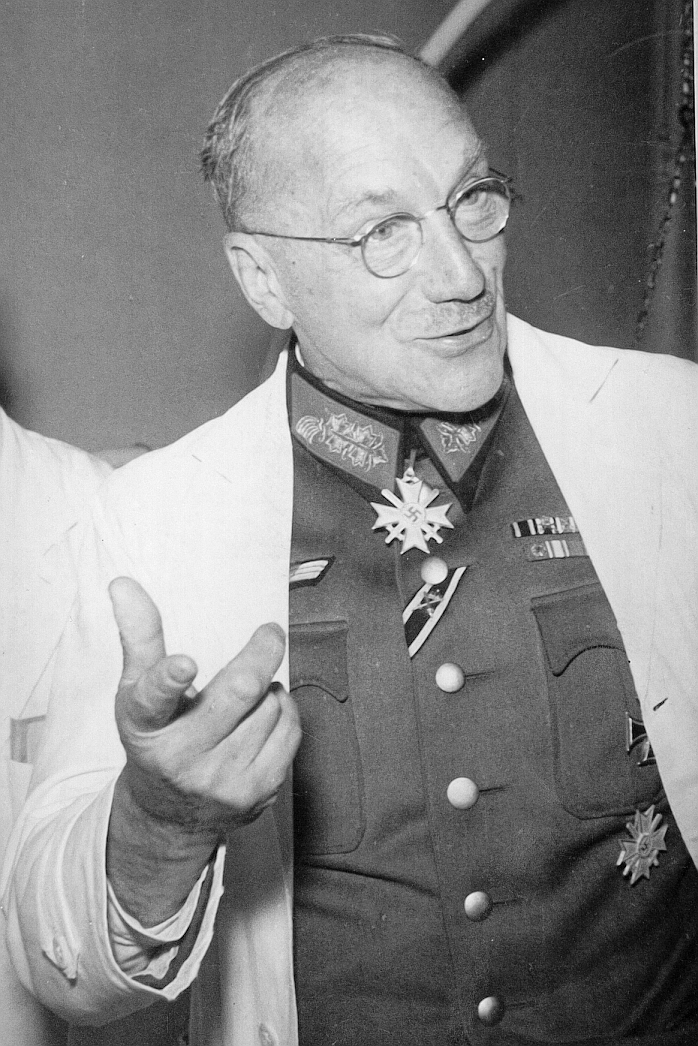
Генерал медичної служби Зауербрух (Брюссель, 1943)

- Орден Червоного орла 4-го класу

### Перша світова війна
- Залізний хрест 2-го і 1-го (1915) класу
- Хрест короля Людвіга
- Лицарський хрест 1-го класу ордена Альберта (Саксонія) з мечами і короною (15 грудня 1915)
- Командор 2-го класу Військового ордена Святого Генріха (Саксонське королівство)
- Лицарський хрест 2-го класу ордена Фрідріха (Вюртемберг)
- Орден «Святий Олександр» 2-го класу (Болгарія)
- Почесний хрест 3-го класу князівського ордена дому Гогенцоллернів (1918)
- Військова медаль (Османська імперія)

### Міжвоєнний період
- Почесний хрест ветерана війни з мечами
- Німецька національна премія за мистецтво і науку (7 вересня 1937)[8]

### Друга світова війна
- Хрест Воєнних заслуг 2-го і 1-го класу з мечами[8]
- Лицарський хрест Хреста Воєнних заслуг з мечами (11 жовтня 1943)[8]

## Цікаві факти
- Щодо успішності в гімназії його біограф відзначає буквально наступне: «Ф. Зауербрух — найбільший хірург нового часу, мислитель і філософ — в атестаті зрілості мав такі оцінки, що в нинішніх умовах він і думати не смів би про навчання на медичному факультеті університету».
- Істориками зазначалося близьке знайомство Ф. Зауербуха і головного армійського хірурга Миколи Бурденка — до війни вони разом вчилися і стажувалися в провідних клініках Європи.[9]

## Галерея

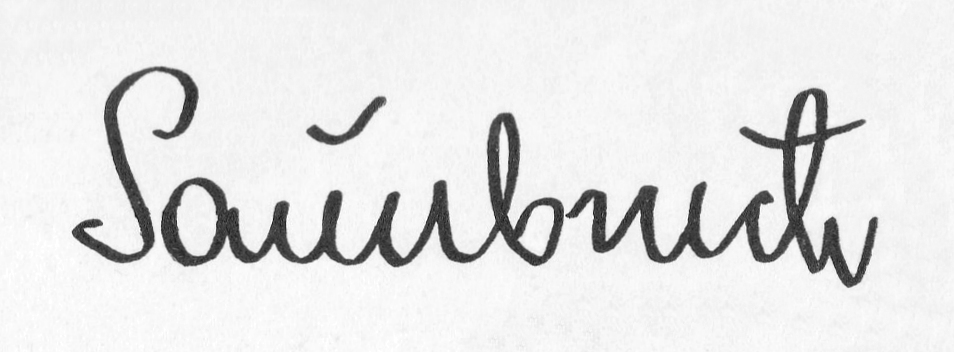
Підпис Зауербруха
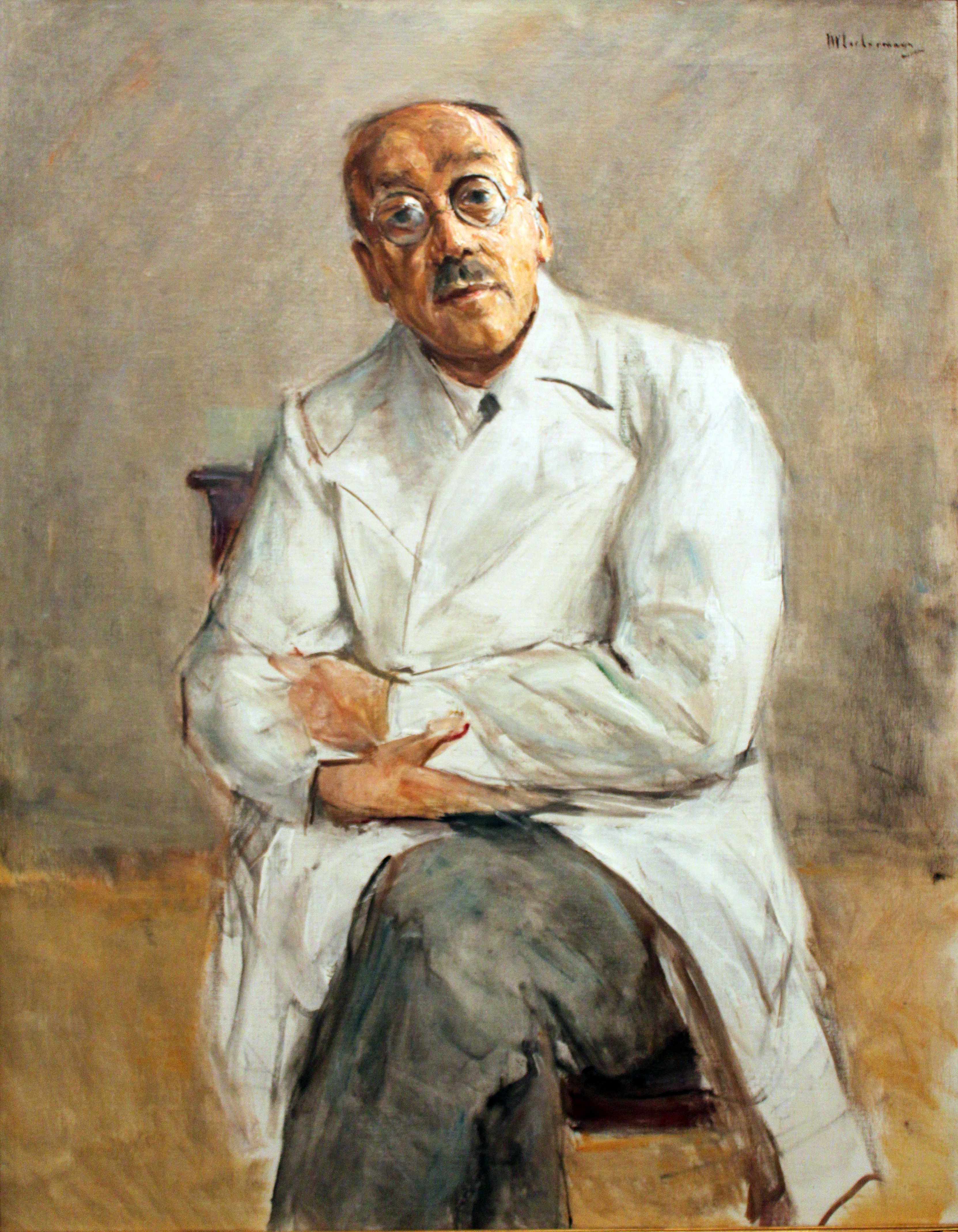
Макс Ліберман. Портрет Зауербруха (1932)
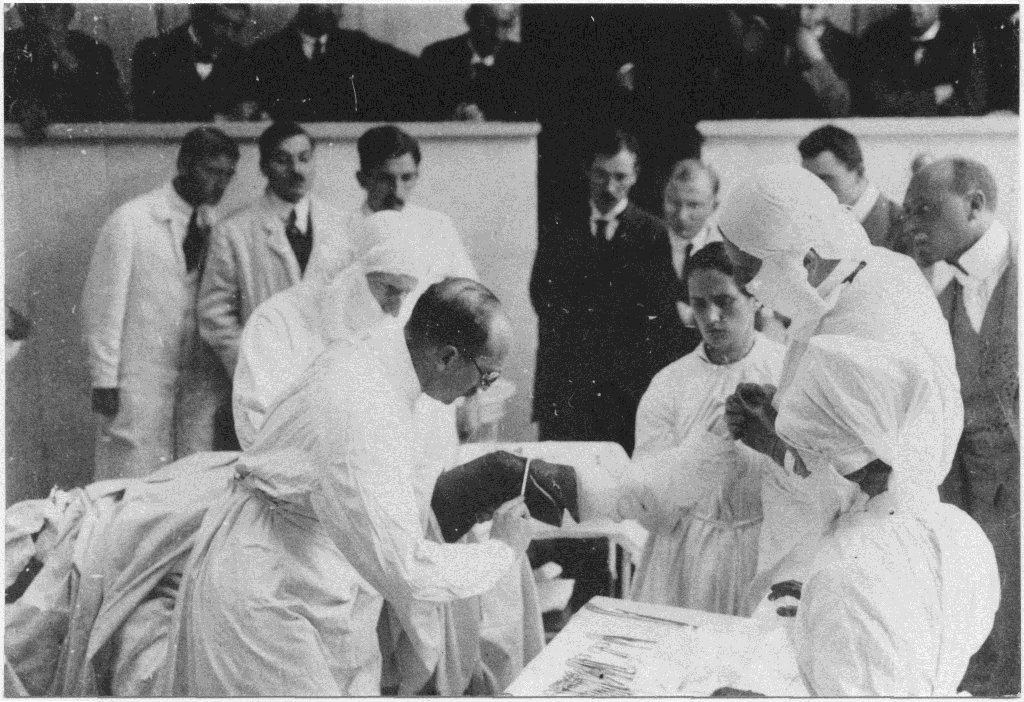
Зауербрух в Цюрихському університеті
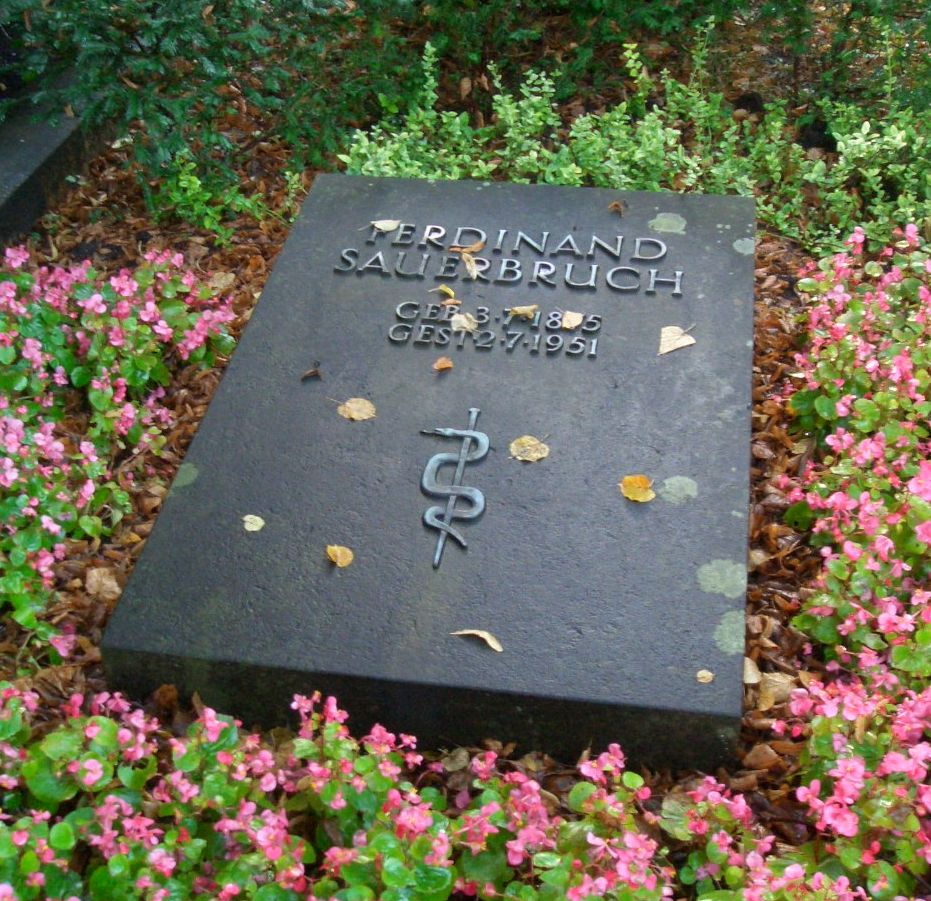
Могила Зауербруха
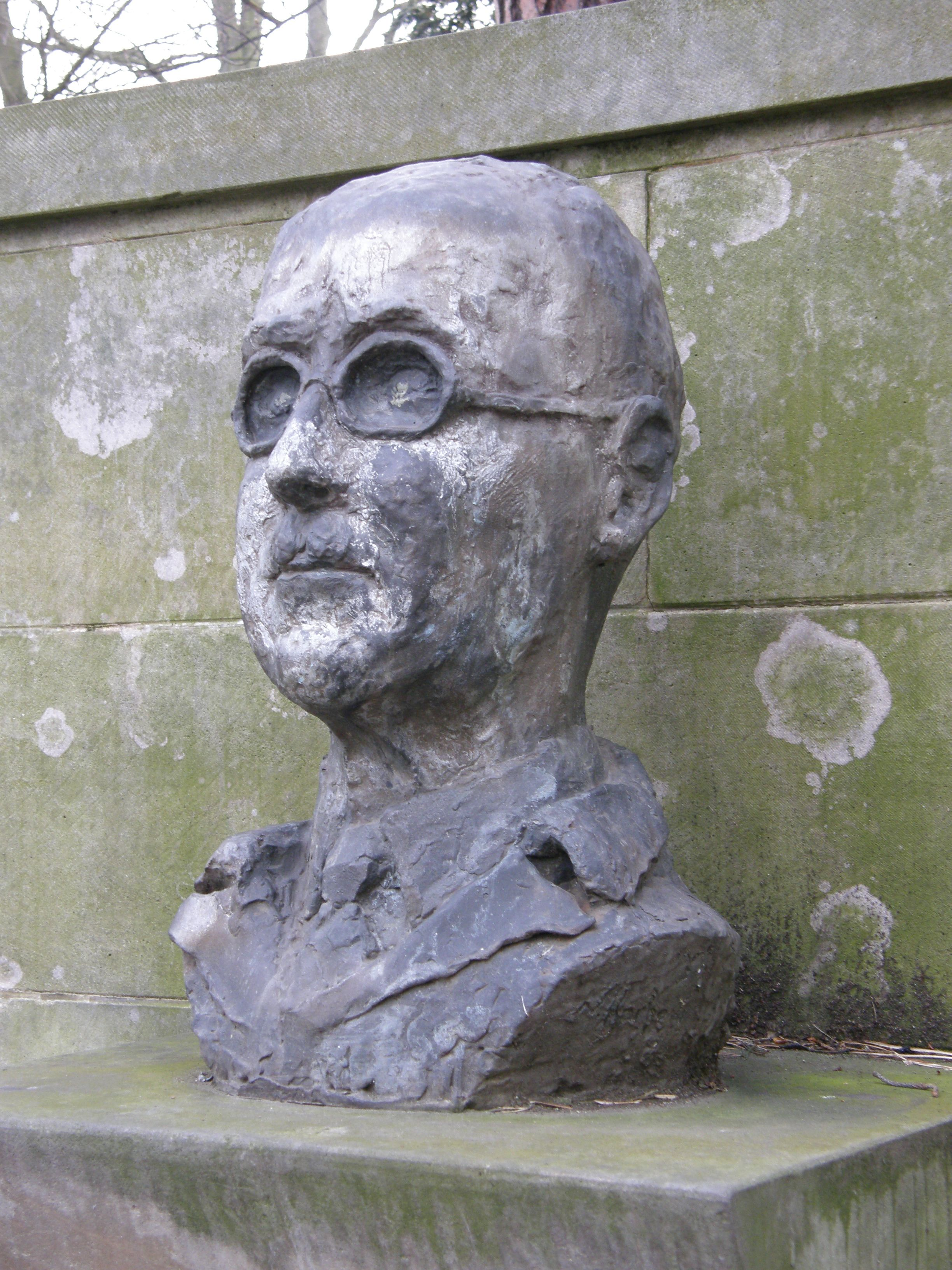
Бронзовий бюст в Грюневальді
Західнонімецька марка із зображенням Зауербруха (1975)